# Jorge Young
Jorge Eduardo Young (Partido de Pergamino, 20 de enero de 1931- Ciudad Autónoma de Buenos Aires, 2 de abril de 2015) fue el Primer Jefe Comunal electo de la Ciudad de Pergamino, por la Unión Cívica Radical, después de la última dictadura militar. Abogado y político, no solo reconocido por su acción de gobierno, sino por su trayectoria en distintos ámbitos y por su lucha concreta y permanente por los derechos humanos durante el periodo 1976/1982.

## Biografía
Nació en Pergamino el 20 de enero de 1931. Curso sus estudios en el Colegio Nacional. Egresado de la Universidad Nacional de Buenos Aires, se recibió de abogado en el año 1959.  Desde sus comienzos toda su actividad jurídica fue encarada desde una mirada social y comprometida con la vigencia de los derechos humanos.
Casado con Stella Maris Perretta, tuvo cuatro hijos: Jorge Eduardo, Jorgelina, Diego e Hipólito.
Fue concejal en su ciudad natal por la Juventud Radical en 1958. Es elegido nuevamente concejal en Pergamino en el año 1963, año en que renunció por ser convocado por el presidente de la Nación, Arturo Illia, como director general de Préstamos Personales y con Garantía Real.
Presidio el Comité de la Unión Cívica Radical de Pergamino desde 1972 hasta 1982. 
Fue titular de la Cooperativa eléctrica de Pergamino entre 1972 y 1973 y posteriormente entre 1980 y 1983. 
Fue uno de los fundadores del Movimiento de Renovación y Cambio junto a Fernando Solá, Raúl Borrás, Conrado Storani y Raúl Alfonsín entre otros. Ocupó el cargo de Vicepresidente del Movimiento de Renovación y Cambio de la Provincia de Buenos.
Las elecciones ejecutivas del 30 de octubre de 1983 a nivel local proclamaban a Jorge Eduardo Young como Intendente de su ciudad, cargo que ejerció hasta 1987 y a Raúl Ricardo Alfonsín, Presidente de la Nación Argentina.
Young fue elegido intendente con 23 643 votos logrando traer el gas natural a Pergamino y la construcción de Centros de Desarrollo Comunitario. Se crearon 11 Centros de Salud durante su gestión en los barrios más alejados del hospital formando y capacitando Promotores de Salud destinados a la atención primaria de la población. Se crearon 25 Centros Deportivos en toda la ciudad y sus zonas de campaña. Culminó la obra de la Terminal de Ómnibus y la obra del Hospital San José. Gestionó un plan de viviendas en los barrios más vulnerables de la ciudad. 
Férreo defensor de los derechos humanos lideró la resistencia en aquella Semana Santa de 1987 que puso en jaque el sistema democrático. De sólidas convicciones, tomó la decisión de defender la Comuna subordinando al Comisario local.
En las Elecciones legislativas de Argentina de 1987 fue elegido Diputado Nacional, por la Unión Cívica Radical, representando a la provincia de Buenos Aires para el periodo 1987-1991. Su labor en comisiones registro todo el esfuerzo que se debe exigir a quienes entienden que el Poder Legislativo es el signo distintivo de la democracia. Integró las Comisiones de Legislación General y Asuntos Constitucionales, Asuntos Municipales, Previsión y Seguridad Social, Educación y Justicia, Obras Públicas y Vivienda. 
En las Elecciones legislativas de 1995 fue electo Senador Provincial, por la Unión Cívica Radical, representando a la Segunda Sección Electoral de la Provincia de Buenos Aires para el periodo 1995-1999. Se desempeñó como Vicepresidente Primero del Bloque de la Unión Cívica Radical, presidió la Comisión de Legislación General II y cubrió las secretarías de las Comisiones de Ciencia y Técnica y de Comercio Exterior, integrando además las Comisiones de Mercosur y Política de Integración Regional.
Al crearse el Consejo de la Magistratura de la Provincia de Buenos Aires se lo distinguió representando al Bloque de la Unión Cívica Radical ante el Organismo.  Posteriormente, por decisión del Honorable Senado de la Provincia de Buenos Aires integró el Consejo de la Magistratura. 
Jorge Young falleció el 2 de abril de 2015. Sus restos fueron velados en el Palacio Municipal de la Ciudad de Pergamino y luego sepultados en el cementerio local.
En diciembre de 2015 el intendente municipal de su ciudad natal impuso su nombre al Salón Oval de la Municipalidad

### Precandidato a vicegobernador
En 1991 fue precandidato a vicegobernador de la provincia de Buenos Aires en la interna radical acompañando al intendente de Bahía Blanca (1983-1991), Juan Carlos Cabiron por el grupo interno liderado por Federico Storani la Corriente de Opinión Nacional (CON).
|  | 41,89 % |

|  | 34,43 % |

|  | 23,67 % |

| Predecesor: gobierno militar | Intendente de Pergamino 1983-1987 | Sucesor: Alcides Fidel Sequeiro |